# お笑いとんち袋
『お笑いとんち袋』（おわらいとんちぶくろ）は、1965年10月9日から1967年3月25日まで関西テレビで毎週土曜日の午後に放送されていたテレビ番組である。

## 概要
大阪千日前の演芸場、千日劇場からの中継録画による演芸番組。
内容は大喜利。小咄や謎かけ、替え歌、川柳等を複数の回答者が競って即興で答える。悪い回答を出した者には罰として顔に墨が塗られた。東京・新宿末廣亭の「珍芸シリーズ」（NETテレビ（現・テレビ朝日）の『日曜演芸会』）に触発され、1963年10月中席より千日劇場の余興として始まった物であり、テレビ中継が入るに当たって「とんち袋」の名が付いた。
たびたび来阪していた柳亭痴楽の進言を採り入れたもので、最初は「インスタント笑話合戦」のタイトルで、桂米朝が司会を務め、柳亭痴楽・桂小文枝・桂小春団治・柳亭痴栄蔵・桂我太呂・桂文紅が回答者であった。その後、1965年まで20回「とんち教室」「とんち笑学校」などいくつかの名前を付けて行っていた。千日劇場の余興は、番組開始後の1966年よりテレビに合わせて「お笑いとんち袋」となり、1967年3月まで38回公演を行った。また、神戸国際会館で3回、名古屋大須演芸場で4回、浜松座で1回公演を行っている。司会進行を務めた米朝によれば、いつもの余興と同じメンバーが番組にもレギュラー出演をしていたが、そうしないと息が合わないとのことであった。
関西地区ではこの時間帯、関西テレビは既に千日劇場からの舞台中継を実施していた。裏番組は毎日放送がこの番組の基になったNETテレビの『日曜演芸会』を6日遅れで『土曜演芸会』のタイトルで放送しており、朝日放送はまた看板番組でもある道頓堀角座・中座からの『道頓堀アワー』を松竹芸能と共同制作し、演芸や松竹新喜劇を放送していた。いわば、土曜昼下がりのお笑い激戦区に参入するかたちで開始し、同時期に開始した日本テレビの『笑点』に並ぶ大喜利番組として評価を得ていたこの番組であったが、「有力なスポンサーが付かなかった」（米朝）、「出演者が次々と他社へ移籍して番組が成り立たなくなった」（文紅）といった理由で2年半で打ち切られた。
漫談の吾妻ひな子が末席に座り、ボケ役や場を収拾する役回りとして活躍した。

## 提供
全て一社提供。
- 嘉能食品工業（前期）[6]
- アメリカンドラッグ（中期）[6]
- サンスターシオノギ（サンスター歯磨＝現：サンスター）（後期）[6]

## 放送時間
いずれも日本標準時、関西テレビでの放送時間。
- 土曜 13:00 - 13:30 （1965年10月9日 - 1966年10月29日）
- 土曜 12:15 - 12:45 （1966年11月5日 - 1967年3月25日）

全75回。モノクロ。制作担当は石田正治（横山エンタツの子息で、花紀京の兄。夫人は中山美保）。
1965年11月6日からは東京・フジテレビでも放送されていた。1965年12月25日までは12:15 - 12:45の放送で、以降は関西テレビとの同時ネット。

## 出演者

### 司会者
- 桂米朝

### 回答者
- 3代目桂文我（当時桂我太呂）
- 4代目桂文紅
- 2代目露の五郎兵衛（当時2代目桂小春團治）
- 2代目笑福亭松之助
- 3代目桂米紫
- 2代目桂枝雀（当時10代目桂小米）
- 2代目桂ざこば（当時桂朝丸）
- 吾妻ひな子